# Swami Madhavananda
Swami Madhavananda, el noveno Presidente de la Orden monástica Ramakrishna (Ramakrishna Math y Ramakrishna Mission), nació el sábado 15 de diciembre de 1888 en Baganchra en el Distrito de Nadia, en el estado de Bengala Occidental. Su nombre antes de ingresar a la vida monástica era Nirmal Chandra Basu. Su padre era Hariprasad Basu. Fue un estudiante brillante y se graduó en la Universidad de Calcuta con varias distinciones. Durante su vida de estudiante leyó las obras de Swami Vivekananda y se sintió inspirado por los ideales y el mensaje de Sri Ramakrishna y Swamiji. En marzo de 1909 fue iniciado en las prácticas espirituales por la Santa Madre en Jayrambati. La Santa Madre lo consideraba tan admirable como el colmillo de un elefante bañado en oro. Él se unió al monasterio de Chennai en enero de 1910. Fue iniciando en sannyasa por Swami Brahmananda en enero de 1916. Luego su hermano menor, Vimal, también se unió a La Orden y fue conocido como Swami Dayananda. Quien fundó Ramakrishna Mission Seva Pratishthan, una institución médica en Calcuta, en el año 1932.
Swami Madhavananda pasó varios años en la oficina de Udbodhan (despertar) ayudando en las publicaciones de la revista. Luego fue enviado a Mayavati como presidente de Advaita Ashrama. Hizo varias reformas y puso en marcha un órgano Hindi de la Orden llamado "Samanvaya", con la ayuda del renombrado poeta Hindi, Suryakant Tripathi "Nirala". Fue un elemento instrumental en la difusión de los ideales de Sri Ramakrishnay Swami Vivekananda en Guyarat y también en la fundación del centro en Rajkot. Fue enviado a Estados Unidos para predicar Vedanta en el monasterio de San Francisco.
En 1922 Swami Madhavananda se convirtió en un miembro Trustee de Ramakrishna Math y parte del cuerpo directivo de Ramakrishna Mission. En 1929 se le pidió que volviera a la India para servir como Secretario Adjunto de la Orden. En mayo de 1938 tomó el cargo de Secretario General y estuvo en este puesto hasta marzo de 1962, luego se convierte en vicepresidente. Hasta la fecha su permanencia como secretario general es la más duradera. Luego del fallecimiento de Swami Vishuddhananda, fue nombrado presidente de la Orden el 4 de agosto de 1962. En su función como presidente de la Orden, Swami Madhavananda presidió la celebración del Centenario del nacimiento de Swami Vivekananda en 1963.  
Swami Madhavananda era austero por naturaleza y solía practicar japa y meditación por largas horas pese a su riguroso horario de trabajo. Era muy versado en las escrituras y tradujo muchas obras como el Bṛihadāraṇyaka-upaniṣad, Brahma-sutra, etc. Su férrea adherencia a sus principios, su capacidad en la administración, su erudición y su tierno carácter lo hicieron un monje legendario de la Orden. Y mucho más extraordinario fue su equanimidad y paciencia.
Swami Madhavananda dejó su cuerpo mortal el 6 de octubre de 1965, a la edad de 76 años.